# Footprinting
Footprinting, em português pegada, também conhecida como reconhecimento, é a técnica usada para coletar informações sobre os sistemas de computadores e as entidades às quais eles pertencem. Para obter essa informação, um hacker pode usar várias ferramentas e tecnologias. Esta informação é muito útil para um hacker que está tentando quebrar um sistema inteiro.
Quando usado no léxico de segurança do computador, o termo "Footprinting" geralmente se refere a uma das fases de pré-ataque, que são tarefas executadas antes de se fazer o ataque real. Algumas das ferramentas usadas para o Footprinting são Sam Spade, nslookup, traceroute, Nmap e neotrace.

## Técnicas usadas para Footprinting
- Consultas DNS
- Enumeração de rede
- Consultas de rede
- Identificação do sistema operacional
- Consultas organizacionais
- Varredura de ping
- Consultas de ponto de contato
- Varredura de portas
- Consultas registrar (consultas WHOIS)
- Consultas SNMP
- Aranha da World Wide Web